# تودنك (كورنوال)
تودنك (بالإنجليزية: Towednack)‏ هي قرية و أبرشية مدنية تقع في المملكة المتحدة في إنجلترا. يقدر عدد سكانها بـ 394 نسمة .